# Robert Rodriguez
Robert Anthony Rodriguez (San Antonio, 20 giugno 1968) è un regista, sceneggiatore, produttore cinematografico, montatore, direttore della fotografia, scenografo, compositore ed effettista statunitense, considerato un regista pulp e pupillo del collega e amico Quentin Tarantino.

## Biografia

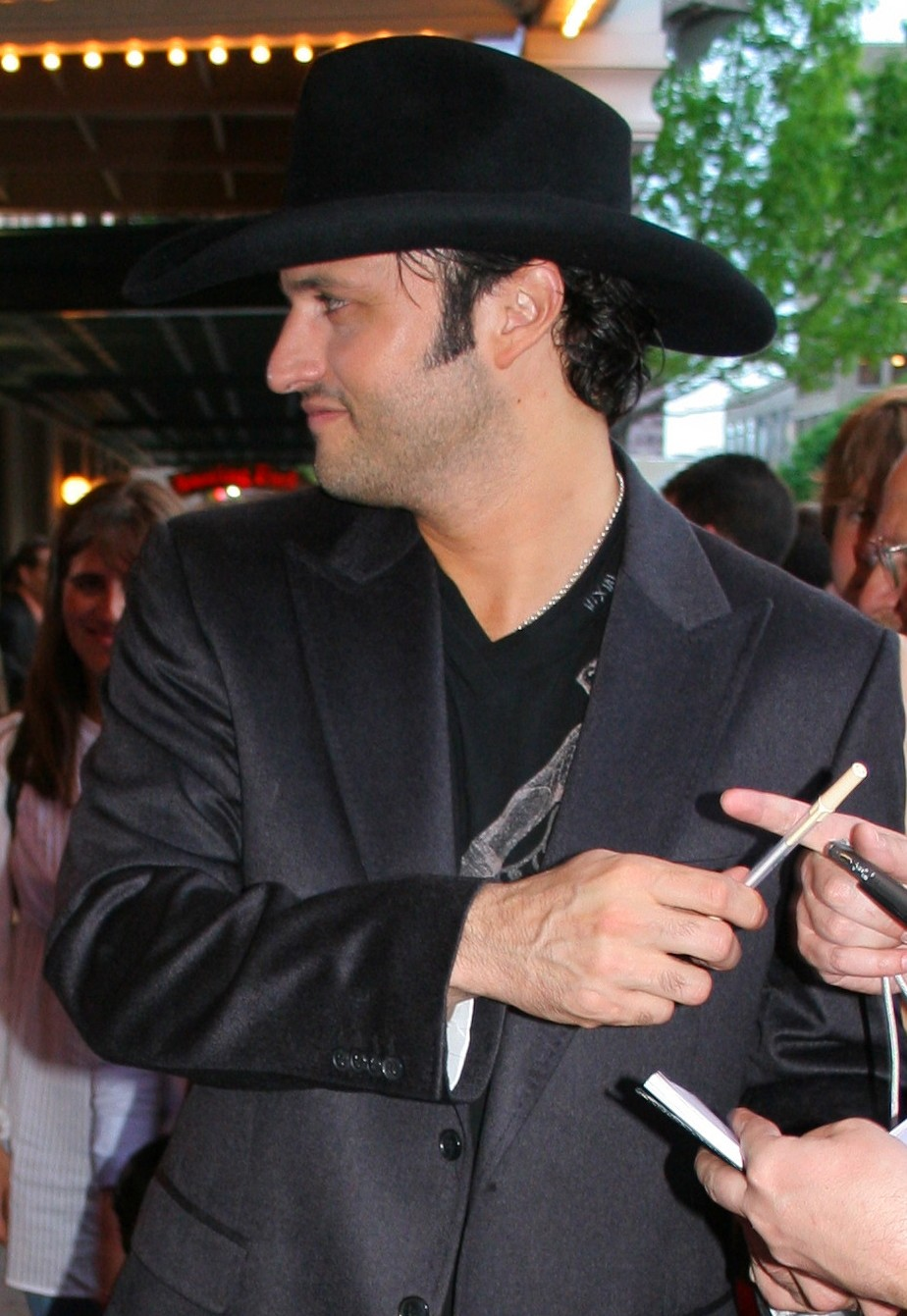
Robert Rodriguez nel 2007.

Nato a San Antonio (Texas) in una modesta famiglia di origini messicane, terzo di dieci figli, Rodriguez scrive la sua prima sceneggiatura mentre si trova in una clinica dove svolge il lavoro di "cavia per esperimenti"; è infatti appassionato di cinema fin dall'infanzia. Comincia poi a realizzare cortometraggi horror e d'azione che finanzia disegnando fumetti ispirati a una delle sorelle e stampati sul giornale studentesco The Daily Texan. A un corso di cinema all'università, nel 1991, utilizzando come attori i numerosi fratelli, realizza il suo primo lavoro importante, il corto intitolato Bedhead, che riscuote un certo successo di critica e nel quale già si intravedono alcune caratteristiche della sua regia.
La felice accoglienza del suo Bedhead lo spinge a tentare concretamente la carriera da regista. Realizza il suo primo lungometraggio nel 1992, intitolato El mariachi, girato a Città del Messico e costato 7.000 dollari, parzialmente provenienti dal lavoro di "cavia per esperimenti" di cui sopra. Lo stesso Rodriguez copre tutti i ruoli tecnici necessari alla realizzazione del film (la sceneggiatura, la regia, la fotografia, il montaggio e la registrazione del sonoro) per risparmiare sulle spese. Il film vince l'Audience Award come miglior film drammatico al Sundance Film Festival e viene premiato nei festival di Berlino, Monaco, Edimburgo, Deauville e Yūbari; è la prima pellicola statunitense a essere tradotta in spagnolo. El mariachi è considerato il primo episodio di una trilogia dedicata da Rodriguez al western e soprattutto a Sergio Leone, uno dei suoi registi preferiti. Il secondo episodio, Desperado, una sorta di remake-sequel di El Mariachi, con più denaro e una star come Antonio Banderas, risale al 1995. Nel film recita anche l'amico Quentin Tarantino, qui alla sua prima collaborazione con Rodriguez. Il terzo capitolo della trilogia, C'era una volta in Messico (titolo in omaggio ai film di Leone C'era una volta il West e C'era una volta in America, suggeritogli da Quentin Tarantino), esce nel 2003 ed è girato con una parata di stelle del calibro di Johnny Depp, Mickey Rourke e Willem Dafoe.
Dopo il collettivo Four Rooms, Rodriguez incontra il successo di pubblico e critica con l'innovativo horror "on the road" Dal tramonto all'alba (1996), tratto da un soggetto di Tarantino, che nel film è attore protagonista insieme a George Clooney e che riprenderà il personaggio di Earl McGraw per il suo Kill Bill: Volume 1. La serie di film comici per famiglie iniziata con Spy Kids (2001) riscuote poi un buon successo tanto da diventare un franchise: il regista texano ne gira tre capitoli consecutivamente.
Rodriguez collabora quindi con Frank Miller portandone sul grande schermo il suo fumetto più celebre, Sin City (2005). Al costo di quaranta milioni di dollari, il cult noir ne incassa quasi il quadruplo. Per restituirgli il favore di aver scritto delle musiche per Kill Bill: Volume 2, Tarantino compare come special guest director e dirige una scena, quella in auto con Clive Owen e Benicio del Toro, in cambio dello stesso compenso voluto da Rodriguez per le sue composizioni: un dollaro, simbolico. Poco dopo esce Le avventure di Sharkboy e Lavagirl in 3-D, con cui il regista texano riprova la strada dell'action per ragazzi, ma, dato il budget di cinquanta milioni, gli incassi non sono soddisfacenti.
Nel 2007 Rodriguez è il creatore, insieme a Quentin Tarantino, di Grindhouse, un film che riporta in voga il cinema d'exploitation degli anni settanta omaggiandolo continuamente tramite collegamenti ad altre pellicole o graffi e bruciature nel girato; il capitolo diretto da Rodriguez si intitola Planet Terror, Tarantino invece si occupa di A prova di morte. Il progetto fa flop al botteghino statunitense tanto da spingere la casa di produzione a distribuire i due episodi come due film separati e farciti di scene inizialmente tagliate. L'originale Grindhouse contiene, oltre ai due film, alcuni fake trailer girati anche da vari registi come Eli Roth e Edgar Wright.
Nel 2009 viene poi contattato per scrivere e dirigere Predators (sequel ideale del film Predator con Arnold Schwarzenegger), ma preferisce i ruoli di sceneggiatore e produttore, pur scegliendo personalmente il regista Nimród Antal per il film. In seguito dirige Machete con Danny Trejo, film cult nato dall'omonimo fake trailer da lui girato e inserito in Grindhouse. In seguito Rodriguez dirige Spy Kids 4 - È tempo di eroi. Nel 2011, al San Diego Comic-Con International Rodriguez annuncia un seguito di Machete intitolato Machete Kills. Il film esce due anni dopo ma è un fiasco al botteghino come anche il sequel di un altro suo cult, Sin City - Una donna per cui uccidere, diretto ancora con Frank Miller.
Nel 2019 esce Alita - Angelo della battaglia, film di fantascienza che è il progetto più imponente mai girato da Rodriguez coi suoi 170 milioni di budget. L'opera riscuote un buon successo al botteghino coprendo pienamente i costi di produzione e marketing.
Tra gli ultimi film diretti da Rodriguez ci sono il thriller Hypnotic, affossato da pubblico e critica, e il reboot di Spy Kids con Spy Kids: Armageddon.
Dal 2012 Rodriguez lavora al film breve Two Scoops, nato dal progetto Green Screen e realizzato in collaborazione con BlackBerry e deviantART.
Parallelamente alla carriera cinematografica, è attivo anche nella scena musicale: è chitarrista e fondatore della band Chingon, con cui ha realizzato una versione della canzone popolare messicana Malagueña salerosa, presente nella colonna sonora del film Kill Bill: Volume 2 di Tarantino.

## Vita privata
Nel 1990, all'età di 22 anni, Rodriguez ha sposato la produttrice Elisabetta Avellán e da lei ha avuto cinque figli. La coppia divorzia nell'aprile 2006 dopo 16 anni di matrimonio, pur tuttavia rimanendo in buoni rapporti in campo cinematografico.
Nel 2007, durante le riprese di Grindhouse - Planet Terror, il regista ha avuto una relazione sentimentale con Rose McGowan, ma la coppia si separa nell'ottobre 2009.

## Filmografia

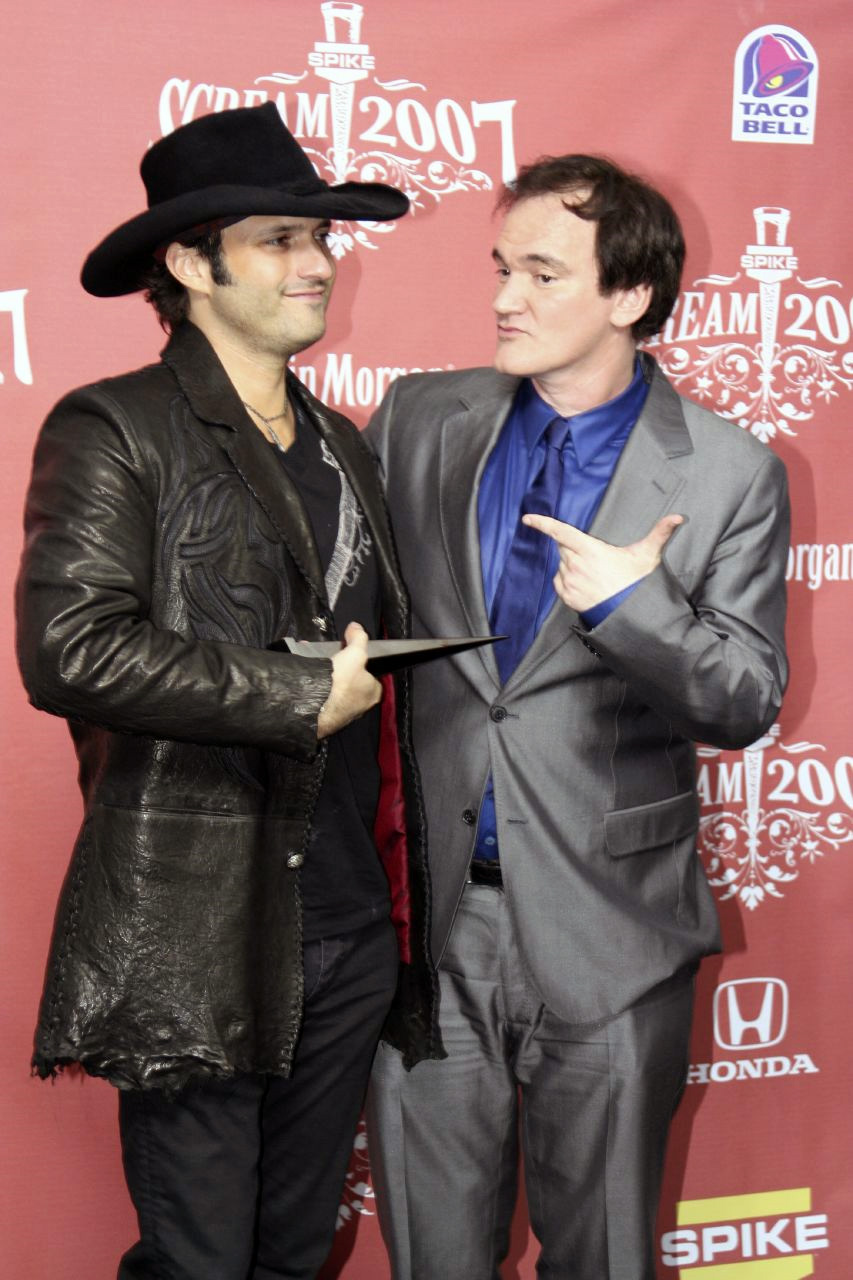
Robert Rodriguez e l'amico Quentin Tarantino agli Scream Awards 2007

### Regista

#### Cinema
- Bedhead (1991) - cortometraggio
- El mariachi (1992)
- Desperado (1995)
- Four Rooms, episodio Stanza 309 - I Monelli (Room 309 - The Misbehavers, 1995)
- Dal tramonto all'alba (From Dusk Till Dawn, 1996)
- The Faculty (1998)
- Spy Kids (2001)
- Spy Kids 2 - L'isola dei sogni perduti (Spy Kids 2: Island Of Lost Dreams, 2002)
- Missione 3D - Game Over (Spy Kids 3-D: Game Over, 2003)
- C'era una volta in Messico (Once Upon a Time in Mexico, 2003)
- Sin City (2005) co-regia con Frank Miller e Quentin Tarantino
- Le avventure di Sharkboy e Lavagirl in 3-D (The Adventures of Sharkboy and Lavagirl 3-D, 2005)
- Grindhouse - Planet Terror (2007)
- Il mistero della pietra magica (Shorts, 2009)
- Machete (2010)
- Spy Kids 4 - È tempo di eroi (Spy Kids: All the Time in the World, 2011)
- Machete Kills (2013)
- Sin City - Una donna per cui uccidere (Sin City: A Dame to Kill For, 2014) co-regia con Frank Miller
- Alita - Angelo della battaglia (Alita: Battle Angel, 2019)
- Red 11 (2019) inedito in Italia
- We Can Be Heroes (2020)
- Hypnotic (2023)
- Spy Kids: Armageddon (2023)

#### Televisione
- Roadracers – film TV (1994)
- Dal tramonto all'alba - La serie (From Dusk till Dawn: The Series) – serie TV, 6 episodi (2014-2015)
- The Mandalorian – serie TV, episodio 2x06 (2020)
- The Book of Boba Fett – serie TV, 3 episodi (2022)

#### Video musicali
- Confident di Demi Lovato (2015)
- Rain on Me di Lady Gaga e Ariana Grande (2020)[17]
- The End di Wolfgang van Halen (2025)

### Sceneggiatore

#### Cortometraggi
- Bedhead (1991)

#### Lungometraggi
- El mariachi (1992)
- Desperado (1995)
- Four Rooms, episodio Stanza 309 - I Monelli (Room 309 - The Misbehavers, 1995)
- Spy Kids (2001)
- Spy Kids 2 - L'isola dei sogni perduti (Spy Kids 2: Island Of Lost Dreams, 2002)
- Missione 3D - Game Over (Spy Kids 3-D: Game Over, 2003)
- C'era una volta in Messico (Once Upon a Time in Mexico, 2003)
- Curandero (2005)
- Sin City (2005)
- Le avventure di Sharkboy e Lavagirl in 3-D (The Adventures of Sharkboy and Lavagirl 3-D, 2005)
- Grindhouse - Planet Terror (2007)
- Il mistero della pietra magica (Shorts, 2009)
- Predators, regia di Nimród Antal (solo soggetto, 2010)
- Machete (2010)
- Spy Kids 4 - È tempo di eroi (Spy Kids: All the Time in the World, 2011)
- Machete Kills (solo soggetto, 2013)
- We Can Be Heroes (2020)
- Hypnotic (2023)

#### Televisione
- Roadracers – film TV (1994)
- Dal tramonto all'alba - La serie (From Dusk till Dawn: The Series) – serie TV, 6 episodi (2014-2015)

### Produttore

#### Lungometraggi
- El mariachi (1992)
- Desperado (1995)
- Dal tramonto all'alba (From Dusk Till Dawn, 1996)
- Dal tramonto all'alba 2 - Texas, sangue e denaro (From Dusk Till Dawn 2: Texas Blood Money), regia di Scott Spiegel (1999)
- Dal tramonto all'alba 3 - La figlia del boia (From Dusk Till Dawn 3: The Hangman's Daughter), regia di P.J. Pesce (2000)
- Spy Kids (2001)
- Spy Kids 2 - L'isola dei sogni perduti (Spy Kids 2: Island Of Lost Dreams, 2002)
- Missione 3D - Game Over (Spy Kids 3-D: Game Over, 2003)
- C'era una volta in Messico (Once Upon a Time in Mexico, 2003)
- Sin City (2005)
- Le avventure di Sharkboy e Lavagirl in 3-D (The Adventures of Sharkboy and Lavagirl 3-D, 2005)
- Grindhouse - A prova di morte (Death Proof), regia di Quentin Tarantino (2007)
- Grindhouse - Planet Terror (2007)
- Il mistero della pietra magica (Shorts, 2009)
- Predators, regia di Nimród Antal (2010)
- Machete (2010)
- Machete Kills (2013)
- Sin City - Una donna per cui uccidere (Sin City: A Dame to Kill For, 2014)
- Hypnotic (2023)

#### Televisione
- Dal tramonto all'alba - La serie (From Dusk till Dawn: The Series) – serie TV, 6 episodi (2014-2015)

### Montatore

#### Cortometraggi
- Bedhead (1991)

#### Lungometraggi
- El mariachi (1992)
- Desperado (1995)
- Four Rooms, episodio Stanza 309 - I Monelli (Room 309 - The Misbehavers, 1995)
- Dal tramonto all'alba (From Dusk Till Dawn, 1996)
- The Faculty (1998)
- Spy Kids (2001)
- Spy Kids 2 - L'isola dei sogni perduti (Spy Kids 2: Island Of Lost Dreams, 2002)
- Missione 3D - Game Over (Spy Kids 3-D: Game Over, 2003)
- C'era una volta in Messico (Once Upon a Time in Mexico, 2003)
- Sin City (2005)
- Le avventure di Sharkboy e Lavagirl in 3-D (The Adventures of Sharkboy and Lavagirl 3-D, 2005)
- Grindhouse - Planet Terror (2007)
- Il mistero della pietra magica (Shorts, 2009)
- Machete (2010)
- Machete Kills (2013)
- Sin City - Una donna per cui uccidere (Sin City: A Dame to Kill For, 2014)
- Hypnotic (2023)

#### Televisione
- Roadracers – film TV (1994)

### Direttore della fotografia

#### Cortometraggi
- Bedhead (1991)

#### Lungometraggi
- El mariachi (1992)
- Spy Kids 2 - L'isola dei sogni perduti (Spy Kids 2: Island Of Lost Dreams, 2002)
- Missione 3D - Game Over (Spy Kids 3-D: Game Over, 2003)
- C'era una volta in Messico (Once Upon a Time in Mexico, 2003)
- Sin City (2005)
- Le avventure di Sharkboy e Lavagirl in 3-D (The Adventures of Sharkboy and Lavagirl 3-D, 2005)
- Grindhouse - Planet Terror (2007)
- Il mistero della pietra magica (Shorts, 2009)
- Sin City - Una donna per cui uccidere (Sin City: A Dame to Kill For, 2014)
- We Can Be Heroes (2020)

### Compositore

#### Cortometraggi
- Bedhead (1991)

#### Lungometraggi
- Spy Kids (2001)
- Spy Kids 2 - L'isola dei sogni perduti (Spy Kids 2: Island Of Lost Dreams, 2002)
- Missione 3D - Game Over (Spy Kids 3-D: Game Over, 2003)
- C'era una volta in Messico (Once Upon a Time in Mexico, 2003)
- Kill Bill: Volume 2, regia di Quentin Tarantino (2004)
- Sin City (2005)
- Le avventure di Sharkboy e Lavagirl in 3-D (The Adventures of Sharkboy and Lavagirl 3-D, 2005)
- Grindhouse - Planet Terror (2007)
- Il mistero della pietra magica (Shorts, 2009)
- Sin City - Una donna per cui uccidere (Sin City: A Dame to Kill For, 2014)

### Tecnico degli effetti speciali

#### Cortometraggi
- Bedhead (1991)

#### Lungometraggi
- El mariachi (1992)
- Spy Kids (2001)
- Spy Kids 2 - L'isola dei sogni perduti (Spy Kids 2: Island Of Lost Dreams, 2002)
- Missione 3D - Game Over (Spy Kids 3-D: Game Over, 2003)
- C'era una volta in Messico (Once Upon a Time in Mexico, 2003)
- Le avventure di Sharkboy e Lavagirl in 3-D (The Adventures of Sharkboy and Lavagirl 3-D, 2005)
- Predators, regia di Nimród Antal (2010)

### Attore
- Famous (2000)
- The Fighter - Il massacro (Bullfighter, 2000)
- C'era una volta in Messico (Once Upon a Time in Mexico, 2003) - cameo
- Nice Guys (2006)
- Sin City - Una donna per cui uccidere (Sin City: A Dame to Kill For, 2014)

### Scenografo
- Spy Kids 2 - L'isola dei sogni perduti (Spy Kids 2: Island Of Lost Dreams, 2002)
- Missione 3D - Game Over (Spy Kids 3-D: Game Over, 2003)
- C'era una volta in Messico (Once Upon a Time in Mexico, 2003)